# Бабаян, Давид Рафаэлович
Давид Рафаэлович Бабаян (арм. Դավիթ Ռաֆայելի Բաբայան; род. 26 июля 1966, Ереван) — армянский режиссёр, актёр, сценарист, музыкант, писатель. Сын художника и режиссёра Рафаэля Бабаяна.
Творческий псевдоним – Додо.

## Биография
В 1988 году окончил Ереванский институт русского и иностранных языков им. Валерия Брюсова.
С 1987 по 1993 год актёр Ереванского Государственного Камерного театра. На международном театральном фестивале в городе Нант был удостоен премии «За интеллект».
В 1988 году, совместно с художником Эдуардом Акопяном, организовал первую в Армении сюрреалистическую выставку. ( Живопись , поэзия).
С 1993 по 1995 годы был ведущим (совместно с Георгием Амирагяном) и со-режиссёром телепередачи «Кабаре-все звезды» на канале «ОРТ».
С 1993 по 1996 годы был со - режиссёром телепередач «Иванов, Петров, Сидоров» и «Дипломатический курьер». Работал креативным менеджером газет «Поле чудес для детей» и «Интерконт».
В 1992 году совместно с Артуром Сатяном и Александром Агаяном создал джаз группу «Арт-Додо трио».
В том же году с Арменом Уснунцем записал дуэт для документального фильма.
С 1998 года по 2014 год был главным режиссёром компании «Шарм Холдинг».
Лауреат премий за фильмы, анимационные фильмы, телепроекты, музыкальные клипы. Жанровый диапазон Давида Бабаяна широк: от арт-хаусного кино и экспериментального видео-арта до коммерческой рекламы и сценических шоу. 
Режиссерский стиль отличается масшабностью, соединением разных стилей, технических инноваций с выверенной драматургией.
В творчестве сочетает сюрреализм, магический реализм, поэтическую антиутопию, стим-панк и кибер - панк.
Срежиссировал более 200 рекламных роликов.
С 2023 года входит в состав Академии кино Армении.

## Видеоклипы
- «Берд пар» (Приз на Международном фестивале телевизионных программ «Midnight circus” Европейский вещательный союз)
- Форш «Так и живем» (Лучший клип года)
- «Здравствуй, страна» (Лучший клип года)
- «Красный, синий, оранжевый» (Лучший клип года на «Armenian Music Awards» (США).
- «Иди и сражайся» Алла Левонян (Номинация «Лучший клип года»)
- «Джан, джан» (Лучший клип Евровидения по интернет голосованию) ,
- «Арарат» Арто Тунчбояджян (Лучшая режиссёрская работа на «Armenian Music Awards»(США),
- «Апрелу април» Инга и Ануш Аршакяны ( Приз на «Armenia Awards 2016». Москва.)
- «Гутан»
- «Мшо Горани с Дживаном Гаспаряном»
- «Мы и наши горы»
- «Близорукий блондин».

## Фильмография

### Анимационные фильмы.
- «Jazz. Fool around»
- «Сон Кафки» (Национальная премия киноакадемии ''Анаит" за «Лучший анимационный фильм, « Гран – при фестиваля "KAAFILM" в Милане», «Лучший анимационный фильм на фестивале "Pomegranate Film festival 2024" в Торонто», "Специальное упоминание профессионального жюри" на 21-м фестивале франкоязычного кино «Palmares», Премия гильдии режиссеров Армении, официальная программа фестиваля в «Анси»(Festival international du film d’animation d’Annecy) .[5][6]
- «Happy bluesday» («Лучший анимационный фильм» на фестивале «Золотая арка»  Конфедерации кинематографистов)

### Фильмы
- «Шеко» (короткометражный)
- «Мафия» ( короткометражный)
- «Малхас» (документальный)
- «В октаве 55 нот» (документальный)
- «Леон Тутунджян» (мокюментари)
- « Костан Зарьян. Чужой» (мокюментари)
- «Таинственный путь веры. История армянского христианства», 12 серий.
- «Береника» (в производстве)

### Актёрские киноработы.
- «Срок семь дней» - (Апостол)
- «Наш двор 1» - (Художник Додо)
- «Наш двор 2» - (Художник Додо)
- « 9.1.6» - (Странный)

### Озвучка и дубляж.
- «Где ты был, человек»
- «Симфония молчания»
- «Суперкнига»
- «Комитас»
- «Таверна»  - анимационный
- «Поезд» - анимационный
- «Анаит» - анимационный.
- «Приключения царя» (Олимпикос) - анимационный
- «Сон Кафки» - анимационный

### Стейдж Проекты
- «Erebuni – Yerevan»
- «Ереван-Москва Транзит»
- «Ереван-Киев Транзит»
- «Anna Mailyan. My Komitas»
- «Айк и Бел» балет (либретто и режиссура)
- «Aznavour folk»
- «Aznavour rock»
- «Dvinzz»

### Фейшн шоу
- "Seeing trees where others see poles"
- «Isis reborn»
- “Infiniti”
- «Fashion Jazz Q»
- «Oriflame fashion night»

### Оперный театр
Режиссер видеоконтента для спектаклей «Soma» и «Тулуз - Лотрек» в Государственом театре Оперы и балета в Ереване.

### Музыка
В 2012 году выпустил джазовый контемпорари альбом «The fingers by their own». Над альбомом работали:
Dodo – piano, voice, composer, producer
Artyom Manukyan – bass, cello
Arthur Grigoryan – tenor and soprano saxes
Arman Jalalyan – drums
Arthur Soghoyan – guitar
Vahag Hakobyan - second piano
В 2022 году совместно с Давидом Давтяном написал музыку к художественному фильму «Чнчик».